# 鶴岡八幡宮
鶴岡八幡宮（日语：／ Tsurugaoka Hachimangū */?）是位於日本神奈川縣鎌倉市雪之下的神社。舊社格為國幣中社。武家源氏、鎌倉武士之守護神。也稱作鎌倉八幡宮。1063年由源賴義由京都的石清水八幡宮勸請至由比濱。此後，於西元1180年進入鐮倉的幕府將軍源賴朝將其移請至現址，並加以擴建，才成為日後鎌倉幕府時期中心。2024年3月正式脫離神社本廳。

## 關連項目
- 神社
- 吾妻鏡
- 八幡神
- 鎌倉幕府
- 傳源賴朝坐像
- 若宮大路（日语：若宮大路）（鶴岡八幡宮的參道）

## 外部連結
- 鶴岡八幡宮（页面存档备份，存于）
- OpenStreetMap上有關428219205  鶴岡八幡宮的地理

35°19′29″N 139°33′21″E / 35.32472°N 139.55583°E